# Federación Argentina de Ajedrez
La Federación Argentina de Ajedrez (FADA) es el organismo nacional responsable de la gestión y la promoción de la práctica del ajedrez en Argentina. Fue fundada el 28 de septiembre de 1922 
por una Asamblea convocada para tal fin por 21 clubes y que se desarrolló en el Círculo de Ajedrez de Buenos Aires. El 1° de febrero de 1923 se aprueban los Estatutos y el 23 de abril de 1923, se eligen a las primeras autoridades, siendo designado Presidente el Dr. Carlos Querencio (1887-1969).  La sede se encuentra en Vicente López en el Gran Buenos Aires. Su presidente actual es Mario Petrucci. Hay dos vicepresidentes. Forma parte de la Federación Internacional de Ajedrez (FIDE). La Federación Argentina de Ajedrez organiza un Campeonato de Argentina de ajedrez.

## Organización

### Junta directiva

#### Funcionamiento
La junta directiva está compuesta por un presidente, dos vicepresidentes y un tesorero. 
El presidente , los vicepresidentes y el tesorero son elegidos para un mandato de 3 años.

#### Composición actual
- Presidente : Mario Petrucci
- Vicepresidente 1o : Alejandro Sass
- Vicepresidente 2o : Javier Curilen
- Secretario : Hector Fiori
- Tesorero : Beatriz Liendro

## Presidentes
- Carlos Querencio, 1923-1925
- Enrique Pujadas, 1925-1929
- Augusto de Muro, 1929-1931
- Emiliano de la Puente, 1931-1933
- Joaquín Gómez Masia, 1933-1935
- Lizardo Molina Carranza, 1935-1937
- Augusto de Muro, 1937-1941
- Carlos Querencio, 1941-1949
- Juan Carlos Laurens, 1949-1955
- Daniel Greenway, 1955-1957
- Rodolfo Dofour, 1957-1960
- Daniel Greenway, 1960-1962
- Benjamín Pascolat, 1962-1963
- Rodolfo Genovese, 1963-1965
- Jorge Sanguinetti, 1965-1968
- Emilio Rosso, 1968-1969
- Carlos Guimard, 1969-1971
- Gaspar Soria, 1971-1975
- Antonio Carrozi, 1975-1976
- Gaspar Soria, 1976-1979
- Victor Pellegrini, 1979-1980
- Alejandro Rogers, 1980-1981
- Juan Carlos Escribano O´Connor, 1981-1984
- Alejandro Nogués, 1984-1988
- Jorge Minuto, 1988-1990
- Alejandro Nogués, 1990-1995
- Juan Ángel Mas, 1995-1998
- Norberto Pontoriero, 1998-2000
- Ramón Barrera, 2000-2014
- Mario Petrucci, 2014- .......

## Jugadores de ajedrez argentinos
- Pablo Zarnicki
- Alan Pichot (Ex Campeón mundial Cadete)
- Oscar Panno (Ex Campeón mundial Juvenil)
- Candela Francisco Guecamburu (Ex campeona mundial sub-20 y primera argentina en lograr dicho título)
- Marcelo Tempone (Ex Campeón mundial Cadete)
- Carlos Bielicki (Ex Campeón mundial Cadete)
- Juan Ángel Mas, expresidente de FADA